# Dave Cullinan
Dave Cullinan (ur. 8 maja 1968 w Durango) – amerykański kolarz górski, złoty medalista mistrzostw świata.

## Kariera
Największy sukces w karierze Dave Cullinan osiągnął w 1992 roku, kiedy zdobył złoty medal w downhillu podczas mistrzostw świata w Bromont. W zawodach tych wyprzedził bezpośrednio swego rodaka Jimmy'ego Deatona oraz Francuza Christiana Taillefera. Był to jedyny medal wywalczony przez Cullinana na międzynarodowej imprezie tej rangi. Jego karierę przerwały problemy zdrowotne. W 1994 roku trafił do szpitala, skarżąc się na bóle w klatce piersiowej. Badania wykazały rozwarstwienie aorty. Przeprowadzono operację, podczas której serce kolarza się zatrzymało. Zdołano przywrócić akcję serca i wstawiono tytanową zastawkę. Cullinan wrócił do sportu, jednak nie osiągał już sukcesów. Nigdy nie wystąpił na igrzyskach olimpijskich.